# Kim Hwan-Sung
Kim Hwan-Sung (hangul: 김환성; rr: Gim Hwan-Seong; 14 de fevereiro de 1981 - 15 de junho de 2000) foi um cantor e dançarino sul-coreano, mais conhecido como membro do boy group NRG, que ganhou notoriedade no final dos anos 90. Kim também já fez parte do quarteto Kkaebi Kkaebi.

## Vida Pessoal
O seu apelido era Antonio. 
Kim era amigo íntimo dos membros do boy group H.O.T
Em 2001, o NRG, boy group do qual Kim era membro, lançou o seu primeiro álbum após a sua morte, com várias faixas em homenagem a Kim. Incluindo as faixas Antonio e Goodbye My Friend, escrita por Kangta, ex-membro do H.O.T, grupo do qual os membros eram amigos íntimos de Kim.

## Carreira
Antes de sua estreia no NRG, Kim fez parte do quarteto Kkaebi Kkaebi e um projeto com outros membros antes de seu debut no NRG, Abreviação de 'New Radiance Group', em 28 de outubro de 1997. Kim teve sua participação nos 3 primeiros álbuns do grupo, New Radiance Group, Race e NRG 003, sendo lançados em 1997, 1998 e 1999. Kim foi membro do NRG até o dia de seu falecimento.

## Morte
No dia 6 de junho de 2000, Kim foi hospitalizado, reclamando de dores abdominais e febre alta. Os médicos não poderiam receitar remédios, pois não sabiam do que se tratava. A condição de Kim se deteriorou rapidamente, tendo que ser colocado em suporte vital e entrando em coma, seus pulmões continuaram se enchendo de fluido, e durante uma cirurgia de emergência, Kim foi declarado com morte cerebral. Após a difícil decisão de seus pais de desligar o suporte vital, no dia 15 de junho de 2000, cercado por seus familiares e membros do NRG, Kim Hwan-Sung morreu aos 19 anos, no auge de sua carreira.